# Pablo Alborán
Pablo Moreno de Alborán Ferrándiz (n. 31 mai 1989, Malaga) este un cântăreț spaniol, cunoscut ca Pablo Alborán. În anul 2011 a obținut trei nominalizări la premiile Latin Grammy.

## Familie
Familia lui Pablo este alcătuită din tatăl Salvador Moreno de Alborán Peralta, un arhitect spaniol din Malaga, mama Elena Ferrándiz Martínez, de naționalitate franceză și de cei doi frați ai săi Casilda y Salvador. 

## Carieră muzicală
Încă de foarte tânăr și-a manifestat interesul pentru muzică, luând lecții de pian și chitară clasică, chitară flamenco⁠(d) și chitară acustică. Primele compoziții proprii le realizează la vârsta de 12 ani, Amor de Barrio și Desencuentro care se regăsesc pe albumul său de debut. Prima apariție publică a fost într-un restaurant din Malaga. 
Cu trecerea timpului cunoaște pe producătorul Manuel Illán, alături de care înregistrează o versiune a cântecului Deja de volverme loca de Diana Navarro. Prin Manuel Illán această versiune ajunge la urechile Dianei Navarro care îl ajută în lansarea sa în muzică. Atunci, Pablo și-a prezentat 40 de melodii, printre care și compoziții proprii. La jumătatea lunii octombrie 2010 scoată la vânzare digitală în Spania primul său single numit Solamente tú. Pe 1 februarie 2011 lansează pe piață primul său disc Pablo Alborán care va înregistra încă din primele zile mari succese la public, devenind lider în vânzări câteva săptămâni la rând.
Primul turneu cu trupa l-a început la data de 27 mai 2011 la Madrid în Palatul Vistalegre care a urmat apoi cu concerte în marile orașe spaniole continuând cu concerte în țări din America Latină precum Mexic, Argentina sau Chile. În același an în luna noiembrie lansează cel de-al doilea album, numit En acústico.

## Premii
La data de 9 decembrie 2011 a câștigat primul său premiu, premiul 40 Principales la secțiunea artistul revelația anului iar pe data de 27 decembrie același an a obținut premiul celei de-a șaptea ediții a Discului Anului oferit de Radioteleviziunea Spaniolă pentru discul său de debut care îi poartă și numele.
Albumul En acústico a câștigat discul de aur în Portugalia și este lider de piață în vânzările de discuri din această țară, în anul 2011.

## Discografia
- 2011 Pablo Alborán
- 2011 En acústico
- 2012 Tanto
- 2014 TERRAL